# Bālef Kolā-ye Gharbī
Bālef Kolā-ye Gharbī (persiska: بالف كلا غربی) är en ort i Iran.   Den ligger i provinsen Mazandaran, i den norra delen av landet, 140 km nordost om huvudstaden Teheran. Bālef Kolā-ye Gharbī ligger 89 meter över havet och antalet invånare är 105.
Terrängen runt Bālef Kolā-ye Gharbī är kuperad åt sydost, men åt nordväst är den platt. Runt Bālef Kolā-ye Gharbī är det ganska glesbefolkat, med 34 invånare per kvadratkilometer. Närmaste större samhälle är Bālef Kolā-ye Sharqī, 0,95 km norr om Bālef Kolā-ye Gharbī. I omgivningarna runt Bālef Kolā-ye Gharbī växer i huvudsak blandskog.